# Субфоссилии

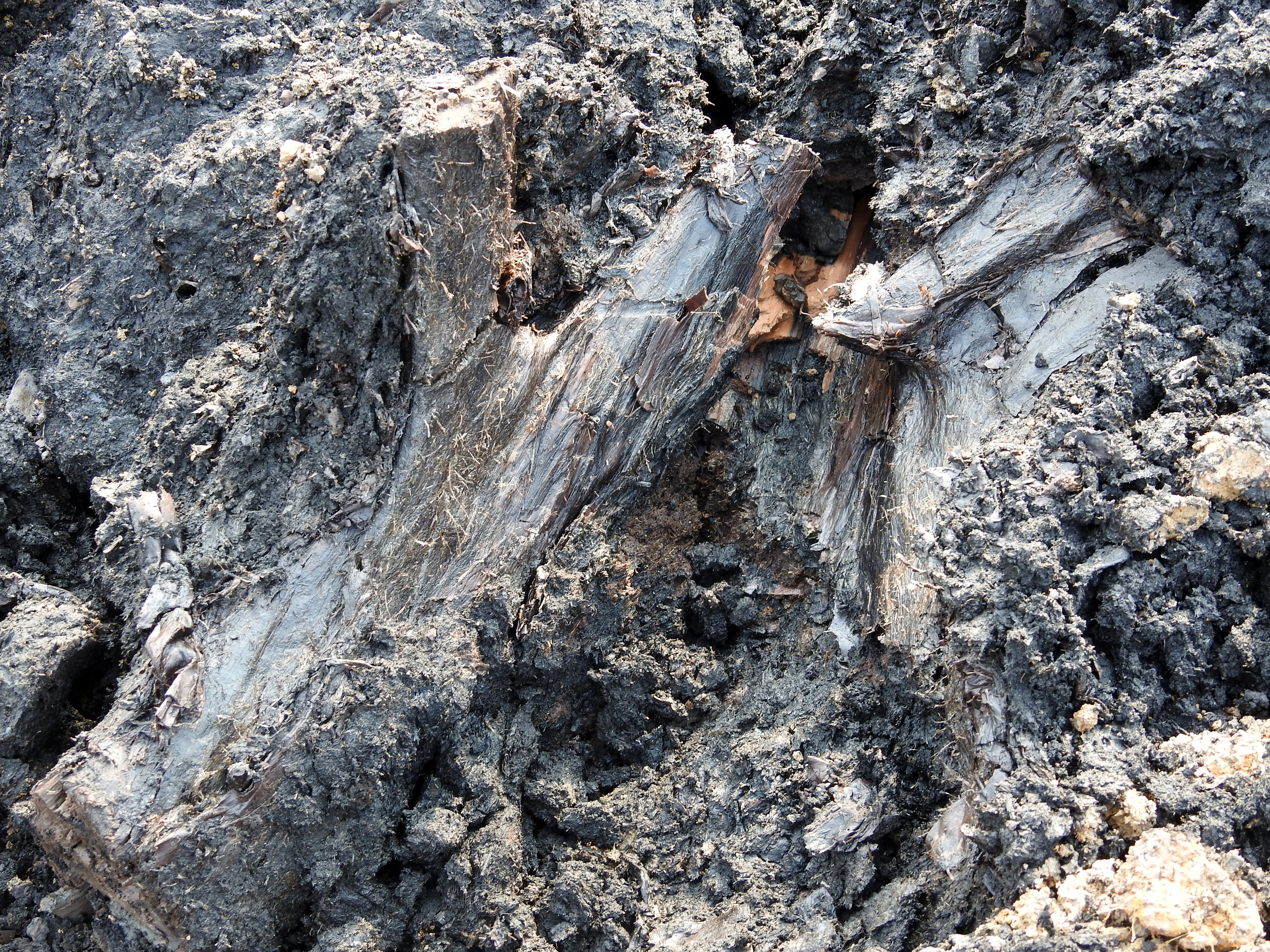
Субфоссильные остатки деревьев (Индия)

Субфоссилии, или субфоссильные остатки, — фоссилии, не достигшие полной фоссилизации (то есть окаменения). Часто речь идет об остатках животных, у которых сохранился не только скелет, но и слабо изменённые мягкие ткани. Субфоссильно могут сохраняться растительные и животные остатки. В первом случае остатки могут частично или полностью сохранять клеточную структуру. Термин употребляется главным образом в палеонтологии.
Растительные субфоссилии называются фитолеймами. 
Субфоссилий находят в вечной мерзлоте, янтаре и болотах.